# British Academy Film Awards 1960
Die 13. Verleihung der British Academy Film Awards zeichnete die besten Filme von 1959 aus. Die Filmpreise wurden von der British Academy of Film and Television Arts (BAFTA) verliehen.
| Film                                | N | A |
| ----------------------------------- | - | - |
| Geschichte einer Nonne              | 5 | 1 |
| Das Mädchen Saphir                  | 4 | 1 |
| Tiger Bay                           | 4 | 1 |
| Blick zurück im Zorn                | 4 | 0 |
| Feinde von gestern                  | 4 | 0 |
| Junger Mann aus gutem Haus          | 3 | 2 |
| Anatomie eines Mordes               | 3 | 0 |
| Brennendes Indien                   | 3 | 0 |
| Kommissar Maigret stellt eine Falle | 3 | 0 |
| Das letzte Ufer                     | 2 | 1 |
| Manche mögen’s heiß                 | 2 | 1 |
| Asche und Diamant                   | 2 | 0 |
| Des Pudels Kern                     | 2 | 0 |
| Expresso Bongo                      | 2 | 0 |
| Straße ohne Zukunft                 | 2 | 0 |

## Preisträger und Nominierungen

### Bester Film
Ben Hur (Ben-Hur) – Regie: William Wyler
Anatomie eines Mordes (Anatomy of a Murder) – Regie: Otto Preminger
Asche und Diamant (Popiól i diament) – Regie: Andrzej Wajda
Blick zurück im Zorn (Look Back in Anger) – Regie: Tony Richardson
Brennendes Indien (North West Frontier) – Regie: J. Lee Thompson
Geschichte einer Nonne (The Nun's Story) – Regie: Fred Zinnemann
Das Gesicht (Ansiktet) – Regie: Ingmar Bergman
Gigi – Regie: Vincente Minnelli
Kommissar Maigret stellt eine Falle (Maigret tend un piège) – Regie: Jean Delannoy
Das Mädchen Saphir (Sapphire) – Regie: Basil Dearden
Manche mögen’s heiß (Some Like It Hot) – Regie: Billy Wilder
Tiger Bay – Regie: J. Lee Thompson
Weites Land (The Big Country) – Regie: William Wyler
Der Zwang zum Bösen (Compulsion) – Regie: Richard Fleischer

### Bester britischer Film
Das Mädchen Saphir (Sapphire) – Regie: Basil Dearden
Blick zurück im Zorn (Look Back in Anger) – Regie: Tony Richardson
Brennendes Indien (North West Frontier) – Regie: J. Lee Thompson
Feinde von gestern (Yesterday's Enemy) – Regie: Val Guest
Tiger Bay – Regie: J. Lee Thompson

### United Nations Award
Das letzte Ufer (On the Beach) – Regie: Stanley Kramer
Geschichte einer Nonne (The Nun's Story) – Regie: Fred Zinnemann

### Bester ausländischer Darsteller
Jack Lemmon – Manche mögen’s heiß (Some Like It Hot) 
Zbigniew Cybulski – Asche und Diamant (Popiól i diament)
Jean Desailly – Kommissar Maigret stellt eine Falle (Maigret tend un piège)
Jean Gabin – Kommissar Maigret stellt eine Falle (Maigret tend un piège)
Takashi Shimura – Einmal wirklich leben (生きる / ikiru)
James Stewart – Anatomie eines Mordes (Anatomy of a Murder)

### Beste ausländische Darstellerin
Shirley MacLaine – Immer die verflixten Frauen (Ask Any Girl) 
Ava Gardner – Das letzte Ufer (On the Beach)
Susan Hayward – Laßt mich leben (I Want to Live!)
Ellie Lambeti – Die letzte Lüge (To Τελευταίο Ψέμμα / To Telefteo psemma)
Rosalind Russell – Die tolle Tante (Auntie Mame)

### Bester britischer Darsteller
Peter Sellers – Junger Mann aus gutem Haus (I'm All Right Jack) 
Stanley Baker – Feinde von gestern (Yesterday's Enemy)
Richard Burton – Blick zurück im Zorn (Look Back in Anger)
Peter Finch – Geschichte einer Nonne (The Nun's Story)
Laurence Harvey – Expresso Bongo
Gordon Jackson – Feinde von gestern (Yesterday's Enemy)
Laurence Olivier – Der Teufelsschüler (The Devil's Disciple)

### Beste britische Darstellerin
Audrey Hepburn – Geschichte einer Nonne (The Nun's Story) 
Peggy Ashcroft – Geschichte einer Nonne (The Nun's Story)
Wendy Hiller – Getrennt von Tisch und Bett (Separate Tables)
Yvonne Mitchell – Das Mädchen Saphir (Sapphire)
Sylvia Syms – Straße ohne Zukunft (No Trees in the Street)
Kay Walsh – Des Pudels Kern (The Horse's Mouth)

### Bester/beste Nachwuchsdarsteller/-in
Hayley Mills – Tiger Bay
Gerry Duggan – Zur Hölle mit Sydney (The Siege of Pinchgut)
Liz Fraser – Junger Mann aus gutem Haus (I'm All Right Jack)
Joseph N. Welch – Anatomie eines Mordes (Anatomy of a Murder)

### Bestes britisches Drehbuch
John Boulting, Alan Hackney, Frank Harvey – Junger Mann aus gutem Haus (I'm All Right Jack) 
Ben Barzman, Millard Lampell – Die tödliche Falle (Blind Date)
Robin Estridge – Brennendes Indien (North West Frontier)
Janet Green – Das Mädchen Saphir (Sapphire)
Alec Guinness – Des Pudels Kern (The Horse’s Mouth)
John Hawkesworth, Shelley Smith – Tiger Bay
Nigel Kneale – Blick zurück im Zorn (Look Back in Anger)
Wolf Mankowitz – Expresso Bongo
Ted Willis – Straße ohne Zukunft (No Trees in the Street)

### Bester Dokumentarfilm
The Savage Eye – Regie: Ben Maddow, Sidney Meyers, Joseph Strick
This Is the BBC – Regie: Richard Cawston
We Are the Lambeth Boys – Regie: Karel Reisz
Weiße Wildnis (White Wilderness) – Regie: James Algar

### Bester Animationsfilm
The Violinist – Regie: Ernest Pintoff
Beep Peep – Regie: Unbekannt
Dom – Regie: Walerian Borowczyk, Jan Lenica
Short and Suite – Regie: Norman McLaren, Evelyn Lambart

### Bester Kurzfilm
Seven Cities of Antarctica – Regie: Winston Hibler
Rodin – Regie: Unbekannt